# Gerényi Gábor
Gerényi Gábor (Budapest. 1968. január 13.) informatikus, újságíró, az Index.hu és a Mandiner társalapítója.

## Élete
1989-ben alapította első cégét, a Pixel Kft-t csoporttársaival, ami kezdetben televíziós adástámogató programokkal, később zenei és televízió stúdióépítéssel és számítástechnikai kereskedelemmel foglalkozott. 1991-ben diplomázott a Budapesti Műszaki Egyetem villamosmérnöki karán. 1992-ben társszerzőként megjelent első könyve az elektronikus zenei technológiákról Midi címen. 8 ezer példány fogyott belőle. 1993-ban társalapítója volt az ABCD cd-rom magazinnak. 1995-ben alapító szerkesztője volt az INteRNeTTo internetes portálnak. 1996-ban részt vett az első internetes világkiállítás (Internet 1996 World Exposition), Internetexpo magyar pavilonjának kialakításában New Yorkban. 1990-2000 között legalább 100 hanglemez hangmérnöke volt. Többek között Ákos, Kispál és a Borz, Vágtázó Halottkémek, Másfél, After Crying, Kozmix és Lajkó Félix albumain dolgozott. 1998-ban saját hangstúdiót alapított Náksi Attilával Oxigén Stúdió néven Budapesten. 1999-ben részt vett a legolvasottabb erdélyi magyar nyelvű internetes portál, a Transindex megalapításában. 1999-ben társalapítója és társtulajdonosa volt az Index.hu internetes portálnak, és bár sosem volt alkalmazásban az azt kiadó Index.hu Zrt.-nek, mindvégig híd volt a szerkesztőség és a kiadóvállalat gyakran változó vezetői és tulajdonosai közt. Tartalomfejlesztési igazgatói posztot töltött be a cégnél. 2000-ben a népszerű autós magazin, a Totalcar elindításával is foglalkozott. 2006-tól saját hírszolgáltatást futtat elektronikus zenei technológiákról midi.blog.hu címen. 1992-től rendszeresen publikál. Beleértve a Népszabadság, HVG, Számítástechnika, PC World újságoknál. 2009-ben jelent meg újabb könyve Internetes tartalomszolgáltatás címmel. 2009-ben Balogh Ákos Gergellyel közösen a Reakció utódjaként elindítja a Mandinert, aminek 2017-ig egyik tulajdonosa és ügyvezetője. 2017-ben több társával együtt megalapította az Azonnali.hu című videós hírportált.
2012 januárjában bejelentette, hogy az alapítók közül utolsóként távozik az Indextől.
1994-ben megnősült. Két gyermekük született (Álmos, 1995 és Kincső, 1998).